# 吕炳华
吕炳华（？—），男，中华人民共和国政治人物，曾任辽宁省人民政府副秘书长，辽宁省政协副主席。